# La Vernia
La Vernia è una città degli Stati Uniti d'America, situata nello Stato del Texas, nella Contea di Wilson.